# Залесский, Иосиф Петрович
Залесский, Иосиф Петрович (6 августа 1868 года — 12 марта 1929 г., Москва) — известный русский и советский металлург, директор Выйского медеплавильного завода.

## Биография
Родился 6 августа 1868 года в семье генерала Петра Васильевича Залесского, выходца из дворян Херсонской губернии, проживавшего по адресу: ул Воздвиженка дом 13. Окончил ИМТУ в 1893 г., инженер-технолог, заведующий учебно-литейной мастерской ИМТУ (Москва, Поварская, Борисоглебский пер., 13).
Работал на Урале, заведовал Главной химической лабораторией и Геологическим отделением Управления Нижнетагильских и Луньевских заводов, затем управлял Выйским медным заводом в 90-х годах, как минимум по 1900 г. включительно. Руководил капитальным ремонтом завода и устройством новых печей и воздуходувных устройств, вследствие чего завод резко увеличил свою производительность с 51 тыс. пудов в 1890 году до 135,4 тыс. в 1901-м. Преподавал металлургию в Нижнетагильском горнозаводском училище, был заместителем председателя Hижнетагильского комитета Красного Креста.
После революции — в Москве, преподавал в Московской горной академии на кафедре прочих металлов (до 1925 г.) и МВТУ.
Скончался 12 марта 1929 г. Похоронен на Новодевичьем кладбище.

## Семья

### Родители
Отец: Пётр Васильевич Залесский (1831—1892) — генерал-майор Русской императорской армии, редактор, издатель журнала «Сотрудник народа», писатель-публицист и общественный деятель.
Мать: Анастасия Карловна Залесская — акционер книготоргового и издательского предприятия «Сотрудникъ школъ», вместе с супругом Петром Васильевичем, после его смерти — единственная владелица.

### Братья и сёстры
Сестра: Елизавета Петровна Залесская (1860—1920) — педагог, организатор одного из первых в России детских садов.
Сестра: Софья Петровна Залесская (1861—1933)
Брат: Пётр Петрович Залесский (1863—1917) — генерал-майор Русской императорской армии, генерал для поручений при начальнике штаба Верховного Главнокомандующего.
Сестра: Ольга Петровна Залесская (1866—1936), до революции — заведующая делами фирмы «Сотрудникъ школъ»
Сестра: Анастасия Петровна Залесская (1870—1880)
Брат: Владимир Петрович Залесский (1874—1942), профессор, химик, крупный специалист в области производства серной кислоты.
Брат: Николай Петрович Залесский (1876—1945) — полковник Русской императорской армии, доцент Военно-инженерной Академии РККА им. Куйбышева, ген-майор инженерно-технической службы.

### Супруга
Жена: Анна Владимировна Залесская (1870—1934)

### Дети
Дочь: Нина Иосифовна Залесская (1897—1937)
Сын: Владимир Иосифович Залесский (1899—1975) — профессор, д.т. н., заведующий кафедрой Института стали и сплавов.
Дочь: Ольга Иосифовна Залесская (1901—1987)
Сын: Олег Иосифович Залесский (1908-????)

## Избранные труды
- Залесский И. П. Производство серно-кислого раствора для приготовления древесной целлюлозы : Докл. Инж.-техн. отд. Политехн. о-ва, сост. при Имп. Техн. уч-ще, сдел. 13 дек. 1894 г / [Соч.] Инж.-техн. И. П. Залесского; Политехн. о-во, сост. при Имп. Техн. о-ве. — [Москва] : типо-лит. «Рус. т-ва печ. и изд. дела», [1895].
- Гавриленко А. П. Механическая технология металлов / А. П. Гавриленко, проф. Высш. моск. техн. уч-ща. под ред. Залесского И. П. — 4-е изд. — М. : Макиз, 1918—1926.
- Залесский И. П. Заводские топки и печи / И. П. Залесский, преп. Моск. высш. техн. уч. — М. ; Л. : Гос. изд., 1926.